# Legwan fidżyjski
Legwan fidżyjski (Brachylophus fasciatus) – gatunek gada z rodziny legwanowatych (Iguanidae) występujący na wyspach fidżyjskich i tongijskich.

## Taksonomia i etymologia
Gatunek został opisany przez francuskiego zoologa, Alexandre’a Brongniarta w 1800 roku. Nazwa rodzajowa – Brachylophus – składa się z dwóch greckich słów: brachys (βραχύς), znaczącego „krótki” i lophos (λόφος), co oznacza „grzebień” lub „pióro”. Odnosi się to do krótkiego, kolczastego grzebienia, biegnącego wzdłuż grzbietu tych zwierząt. Epitet gatunkowy, fasciatus, pochodzi z łaciny i znaczy „pręgowany”.
Legwan fidżyjski jest blisko spokrewniony z legwanem wityjskim (B. vitiensis). Uważa się, że oba gatunki ewoluowały z iguanami, które przypłynęły na Fidżi 13 milionów lat temu z Ameryki Południowej.

## Wygląd
U legwanów z Fidżi obie płcie mają zieloną skórę; samce dodatkowo posiadają białe poprzeczne pasy, a także fałd skórny na gardle i grzebień na grzbiecie. Gatunek ten osiąga długość około jednego metra.

## Tryb życia
Legwan fidżyjski zamieszkuje lasy tropikalne. Zwykle żywi się roślinami, ale zjada także owady.